# WFLV-Futsal-Liga 2014/15
Die WFLV-Futsal-Liga 2014/15 war die zehnte Saison der WFLV-Futsal-Liga, der höchsten Futsalspielklasse der Männer in Nordrhein-Westfalen. Meister wurde der UFC Münster aufgrund des gewonnenen direkten Vergleich mit Holzpfosten Schwerte. Beide Mannschaften qualifizierten sich für den DFB-Futsal-Cup 2015. Die Abstiegsplätze belegten die Futsal Selecao Wuppertal, die Futsal Lions Düsseldorf und Futsalicious Essen. Aus den zweiten Ligen stiegen der SC Aachen, der UFC Paderborn und der PSV Wesel-Lackhausen auf.

## Tabelle
| Pl.               | Verein                         | Sp. | S  | U | N  | Tore    | Diff. | Punkte |
| ----------------- | ------------------------------ | --- | -- | - | -- | ------- | ----- | ------ |
| 1.                | UFC Münster (M)                | 18  | 14 | 2 | 2  | 113:440 | +69   | 44     |
| 2.                | Holzpfosten Schwerte           | 18  | 14 | 2 | 2  | 114:440 | +70   | 44     |
| 3.                | SC Bayer 05 Uerdingen          | 18  | 12 | 1 | 5  | 088:520 | +36   | 37     |
| 4.                | MCH Sennestadt (N)             | 18  | 9  | 3 | 6  | 063:840 | −21   | 30     |
| 5.                | Futsal Panthers Köln (N)       | 18  | 8  | 2 | 8  | 063:840 | −21   | 26     |
| 6.                | Bonner Futsal Lions (N)        | 18  | 8  | 2 | 8  | 071:740 | −3    | 26     |
| 7.                | Futsal Sportfreunde Uni Siegen | 18  | 6  | 3 | 9  | 058:620 | −4    | 21     |
| 8.                | Futsal Selecao Wuppertal       | 18  | 6  | 2 | 10 | 074:840 | −10   | 20     |
| 9.                | Futsal Lions Düsseldorf        | 18  | 4  | 1 | 13 | 059:710 | −12   | 13     |
| 10.               | Futsalicious Essen (N)         | 18  | 0  | 0 | 18 | 029:159 | −130  | 0      |
| Stand: Saisonende |                                |     |    |   |    |         |       |        |

| Zum Saisonende 2014/15: | |
|                         | |
|                         | Meister und Teilnahme am DFB-Futsal-Cup 2015: UFC Münster                                                          |
|                         | Teilnahme am DFB-Futsal-Cup: Holzpfosten Schwerte                                                                  |
|                         | Abstieg in die Ober- bzw. Verbandsliga: TuRU Düsseldorf Futsal Lions, Futsalicious Essen, Futsal Selecao Wuppertal |
|                         | |
| Zum Saisonende 2013/14: | |
| (M)                     | Titelverteidiger: UFC Münster                                                                                      |
| (N)                     | Aufsteiger aus der Ober- bzw. Verbandsliga: Bonner SC, Futsalicious Essen, Futsal Panthers Köln, MCH Sennestadt    |